# Stazione McMurdo
La stazione McMurdo (in inglese McMurdo Station) è una base antartica permanente statunitense intitolata al tenente Archibald McMurdo della HMS Terror che nel 1841, durante una spedizione al comando dell'esploratore britannico James Ross, cartografò per primo la zona.

## Ubicazione
Localizzata a 77°55′S 166°40′E la struttura si affaccia sullo stretto McMurdo, nella zona meridionale dell'isola di Ross (Terra della regina Victoria).
Il primo insediamento nell'area risulta essere quello approntato da Robert Falcon Scott durante la spedizione Discovery quando costruì nel 1902 il rifugio Discovery su una roccia vulcanica nel luogo più meridionale del globo accessibile via nave. Dall'area partì anche la sfortunata spedizione di Scott del 1911.

## Storia

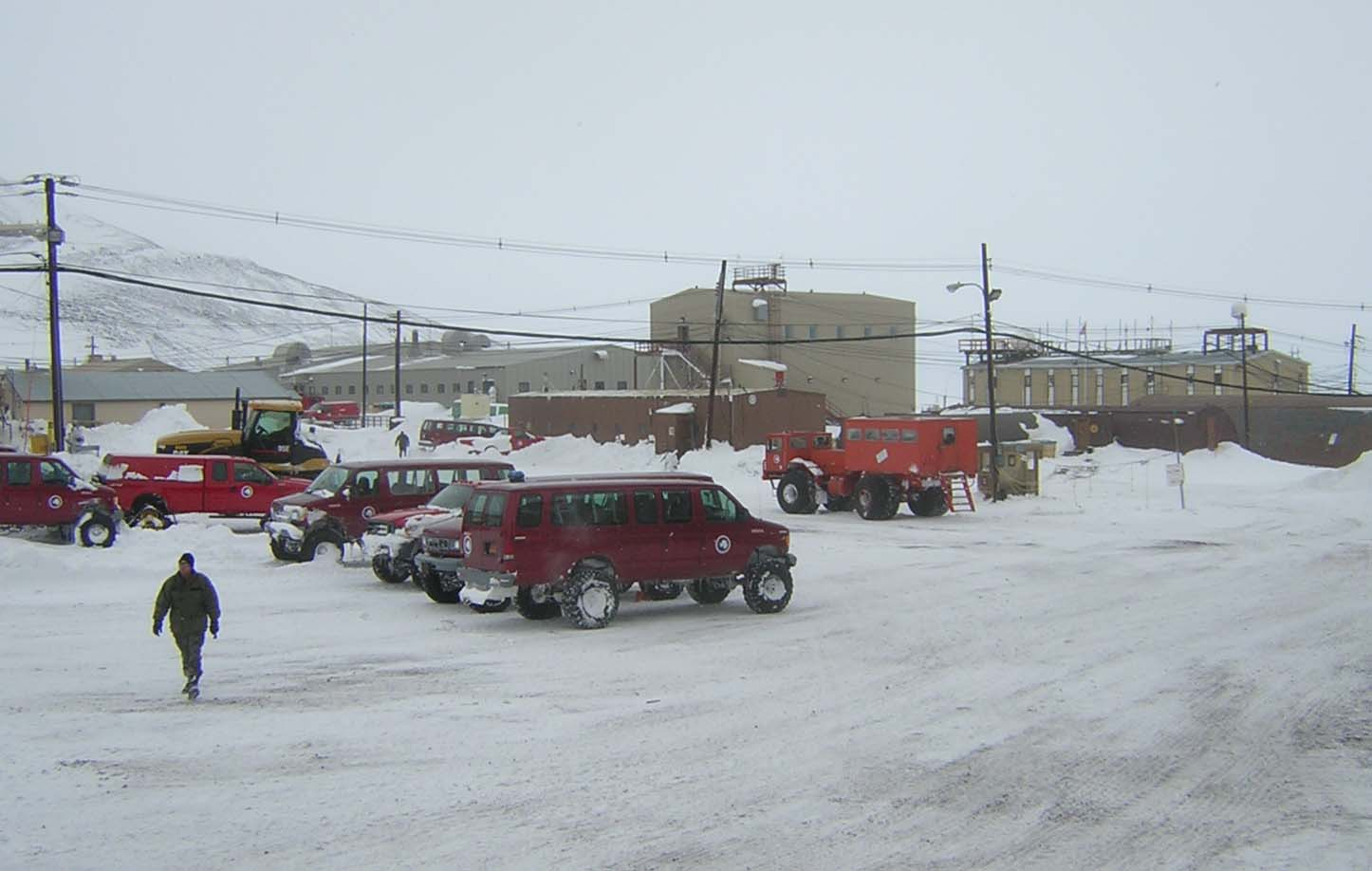
Vita quotidiana nella base (novembre 2003).

Gli Stati Uniti aprirono ufficialmente la stazione McMurdo il 16 febbraio 1956 con il nome di Naval Air Facility McMurdo. La base diventa rapidamente il centro scientifico e logistico delle attività statunitensi in Antartide, compreso l'anno internazionale della geofisica del 1958.
La stazione McMurdo ha un'esperienza nucleare quando, il 3 marzo 1962 i tecnici della Army Nuclear Power Program attivano un reattore nucleare per dare energia all'installazione. Progettato in moduli di dimensioni e peso ridotti per essere trasportato in caso di necessità anche da un Hercules LC-130 grazie alla vicina pista Williams, il reattore ha fatto fronte alle necessità energetiche della base sino al 1972 permettendo di risparmiare oltre 5000 l di carburante al giorno.

## Struttura
A oggi la stazione McMurdo (chiamata dai residenti Mac-Town) è la più grande base antartica che unisce le funzioni di base scientifica e snodo logistico, con un porto, 3 piste di atterraggio (di cui 2 stagionali), un eliporto ed oltre 100 edifici, inclusi l'Albert P. Crary Science and Engineering Center ed un campo da bowling funzionante con un antico meccanismo Brunswick ad attivazione manuale. Nella base è presente anche un campo da disc golf a 9 buche e l'unico bancomat del continente antartico. Il trasporto pubblico è gestito con dei mezzi particolari, studiati appositamente per le condizioni climatiche particolari, come il Foremost Terra Bus.

## Popolazione
La stazione ha ospitato un massimo di 1 258 persone durante la stagione estiva che si riducono solitamente a poco più di 200 durante l'inverno australe. La maggior parte dei residenti non è composta da scienziati, ma da personale di servizio che svolge compiti di supporto alle operazioni, logistica, informatica, costruzione e manutenzione delle strutture. Le informazioni sulla vita sociale della base sono rare, al momento una fonte di notizie ed informazioni sui residenti è il sito internet Big Dead Place che offre commenti satirici ai fatti della cronaca sullo stile di un popolare show televisivo dello statunitense Jon Stewart.
Dalla base ha trasmesso per un periodo anche l'unica rete televisiva dell'Antartide, AFAN-TV, con una programmazione gestita dall'esercito. Pur con i problemi tecnici derivanti dagli sbalzi di tensione del generatore diesel che alimentava le apparecchiature, la stazione venne recensita in una guida tv del 1974. Ad oggi la base riceve quattro canali via satellite da un impianto posto presso isola Black che provvede poi a ritrasmettere il segnale in formato digitale.
Come le altre stazioni antartiche, la base McMurdo è collegata sia in entrata che in uscita alla rete telefonica mondiale, in particolare la stazione funziona come parte del sistema telefonico neozelandese. Il prefisso internazionale per chiamare la base è infatti +64 seguito da prefisso di zona 2409 e dalle 8 cifre del numero telefonico vero e proprio.
La stazione è diventata nota al grande pubblico il 13 febbraio 2003 quando una cinquantina di scienziati e di personale della base ha indetto una manifestazione contro la incombente guerra in Iraq. La base McMurdo è stata l'unica installazione antartica dove si è svolta una simile protesta.

## Attività
Gli scienziati della stazione partecipano al Programma Antartico degli Stati Uniti d'America (in inglese "United States Antarctic Program", USAP), organizzazione che ha il compito di coordinare le ricerche antartiche che si svolgono nella regione.
I rifornimenti annuali alla base ammontano a oltre 30 milioni di litri di carburante e 5000 tonnellate di materiale per i residenti costituiti prevalentemente da posta, materiale da costruzione, autocarri, trattori, cibo essiccato o congelato ed apparecchiature scientifiche. Le navi utilizzate appartengono al Military Sealift Command, ma hanno un equipaggio civile e sono spesso scortate, soprattutto durante l'inverno, da rompighiaccio della United States Coast Guard. Il personale ed ulteriori rifornimenti possono raggiungere la stazione anche grazie al campo Williams per via aerea da Christchurch (Nuova Zelanda). La base fornisce anche supporto logistico a tutte le altre stazioni della regione, in particolar modo ogni fornitura verso la stazione Amundsen-Scott passa dalla stazione McMurdo.
Il 4 ottobre 1991 è stato firmato il Protocol on Environmental Protection to the Antarctic Treaty (entrato poi in vigore il 14 gennaio 1998) con lo scopo di proteggere l'ambiente di ridurre al minimo l'impatto umano sul territorio. In base a tali accordi la stazione ha dovuto costruire nel 2003 un sistema di smaltimento di rifiuti.
Recentemente la base è stata al centro di polemiche per il progetto di costruzione della McMurdo-South Pole highway.

## Luoghi di interesse
Nei pressi della stazione si trovano i seguenti luoghi di interesse:
- Quartier generale antartico della National Science Foundation (NSF).
- Albert P. Crary Science and Engineering Center
- Observation Hill
- Discovery Hut
- Aeroporto Williams
- Cappella delle Nevi

## Cultura di massa
- Il racconto Antarctica di Kim Stanley Robinson si svolge nella stazione McMurdo.
- Nel 2007 il regista Werner Herzog ha realizzato il documentario Encounters at the End of the World, che documenta l'attività della stazione McMurdo.